# Чулалонгкорн
Чулалонгкорн (Рама V) (20 вересня 1853, Бангкок, Сіам — 23 жовтня 1910, Бангкок, Сіам), (тай. พระบาทสมเด็จพระปรมินทรมหาจุฬาลงกรณ์ พระจุลจอมเกล้าเจ้าอยู่หัว) — 5-й король Сіаму з династії Чакрі.

## Дитинство
Народився 20 вересня 1853. За традицією в дитинстві провів 6 місяців у буддійському монастирі. Його батько — Рама IV раптово захворів на малярію та помер. Хлопця коронували в 15 років, і спочатку більшістю справ управляли регенти.

## Правління
Молодий король багато подорожував. Був першим королем, що відвідав Європу та перезнайомився з більшістю тамтешніх монархів. Збереглося багато фотографій, де він сидить з різними принцами та королями.
З Європи привіз нові ідеї устрою Таїланду. Провів адміністративну реформу та ввів поділ на провінції, скасувавши мінікоролівства на території Таїланду та урізавши права місцевих феодалів. 1902 року було ліквідовано напівнезалежний статус правителів Паттані, яку перетворив на сіамську провінцію. Феодали тричі піднімали повстання, проте були придушені. Рама V також скасував панщину та рабство, за що його дуже поважають тайці. На банкноті 100 бат він зображений у процесі звільнення рабів у військово-морському кітелі.
Військові сутички з феодалами, китайськими грабіжниками на півночі і французами на півдні показали слабкість тогочасної армії, тож король заснував військові академії західного зразка для вишколу нової армії та флоту.
Однією з великих заслуг Рами V була вдала зовнішня політика, що дозволила Таїланду не потрапити під протекторат ні Франції (як Камбоджа та В'єтнам) ні Сполученого Королівства (як Бірма та Малайзія). 1909 року було підписано з Великою Британією Бангкокську угоду, відповідно до за Сіамам визнавалися Паттані, Наратхіват, Яла і Сонгла, до Великої Британії — інші малаккські султанати.

## Вшанування
День смерті Чулалонгкорн (23 жовтня) — офіційне національне свято в Таїланді та неробочий день. Прах короля поховано в збудованому ним буддійському храмі Ват Бенчамабопхіт, розташованому неподалік від Великого палацу.
Культ короля Чулалонгкорна проявляється у поклонінні фотографіям, амулетам та статуям популярного монарха. Він розвинувся під час економічного занепаду 1997-98 років серед міського середнього класу.

## Галерея

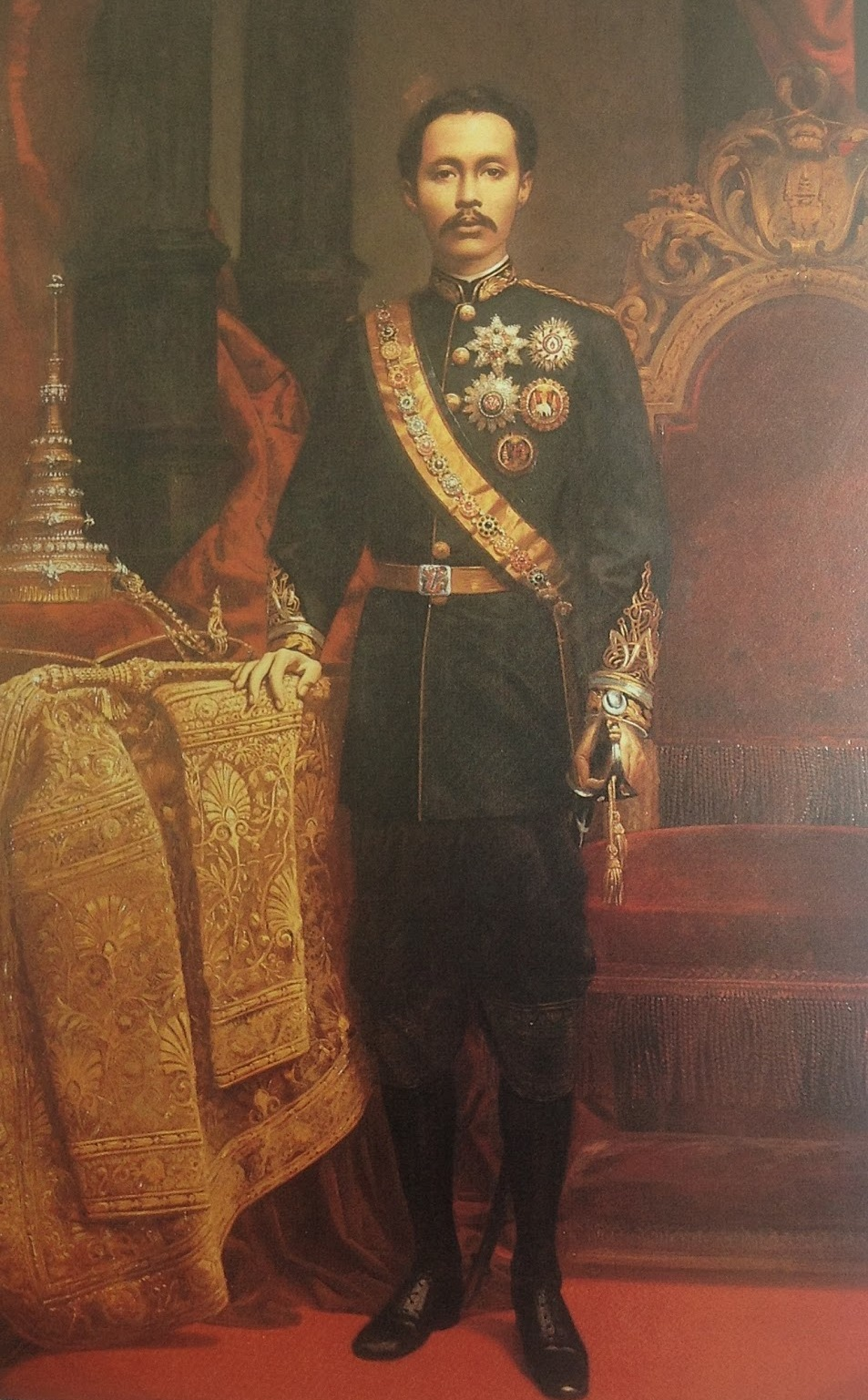
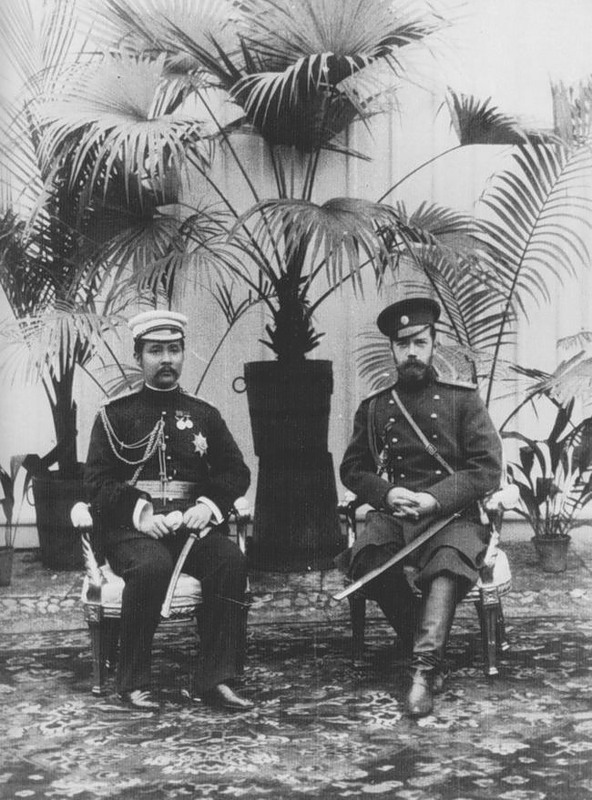
З царем Миколою II під час свого першого Великого турне в Петергофі, Санкт-Петербург, 1897
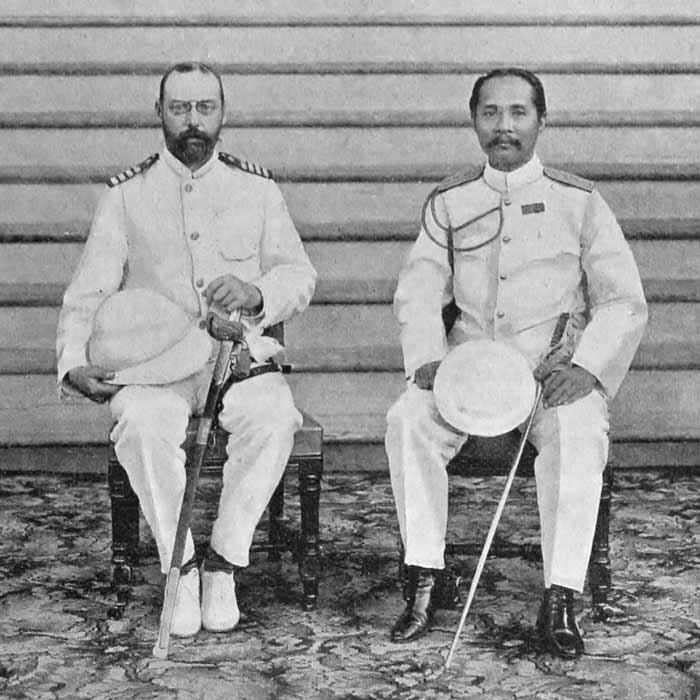
З принцом Данії Вольдемаром
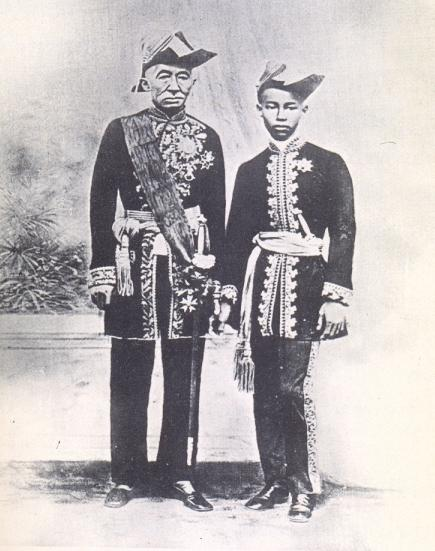
Король Монгкут з принцом у морській уніформі
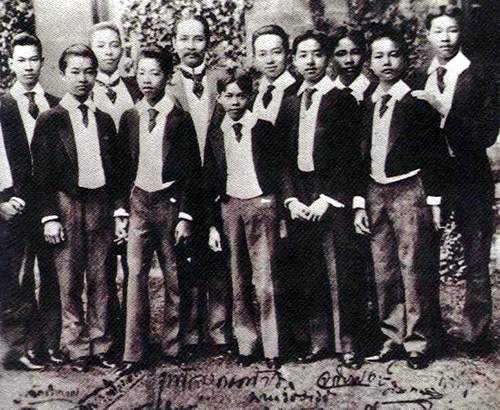
Король і його сини у Великій Британії в 1897 році. Він мав 92 дружин, що народили йому 77 дітей
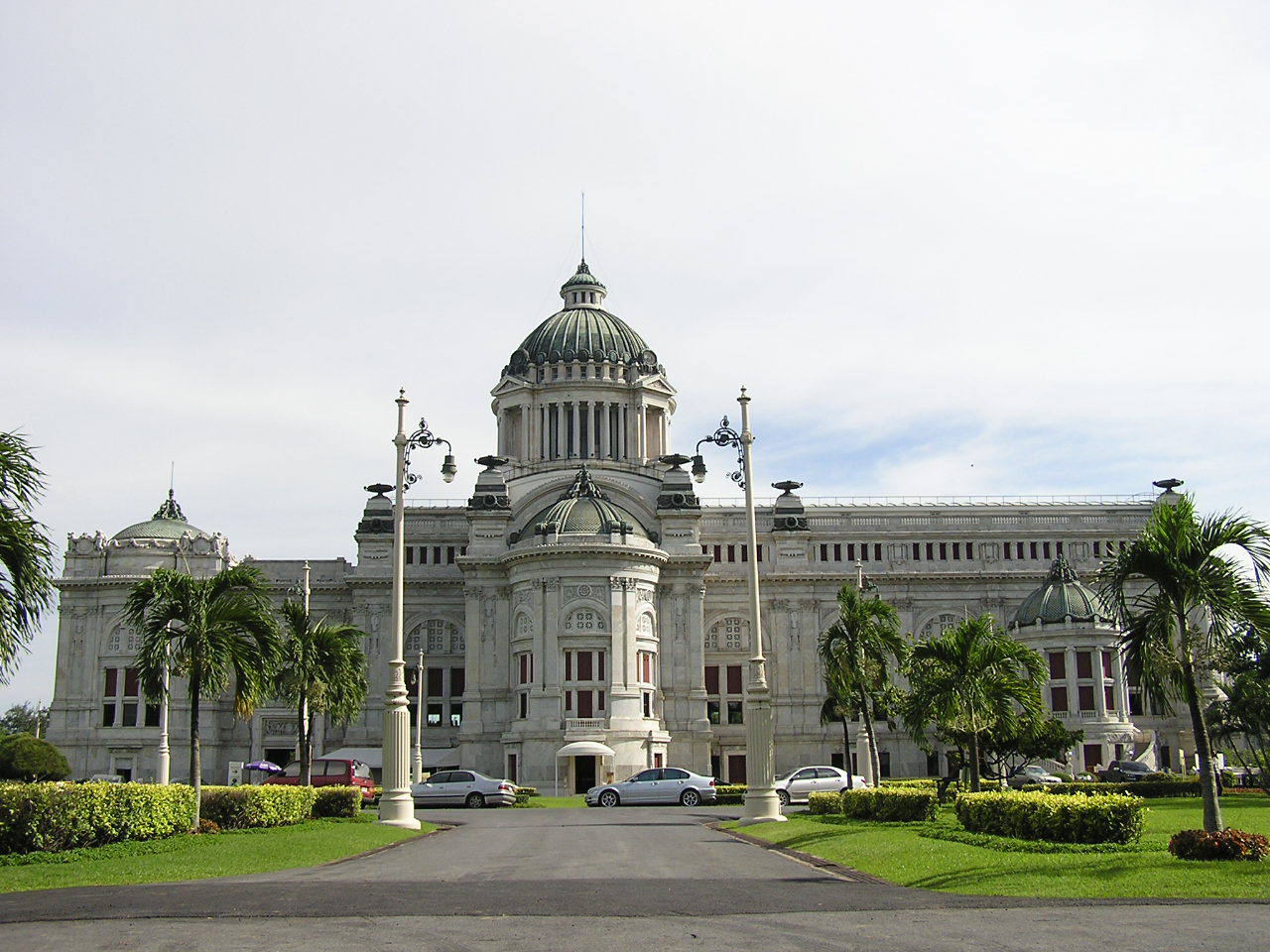
Збудований за часи правління короля в 1908 році тронна зала.
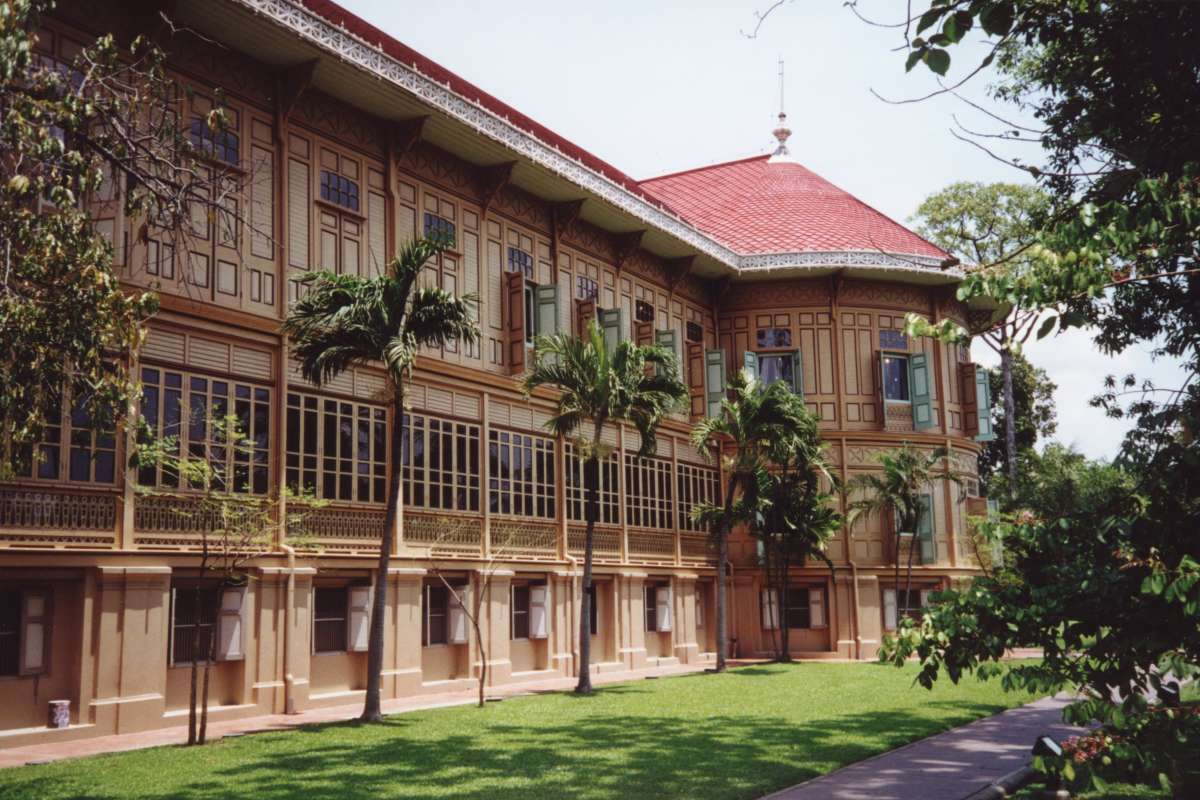
Віманмек палац, 1900
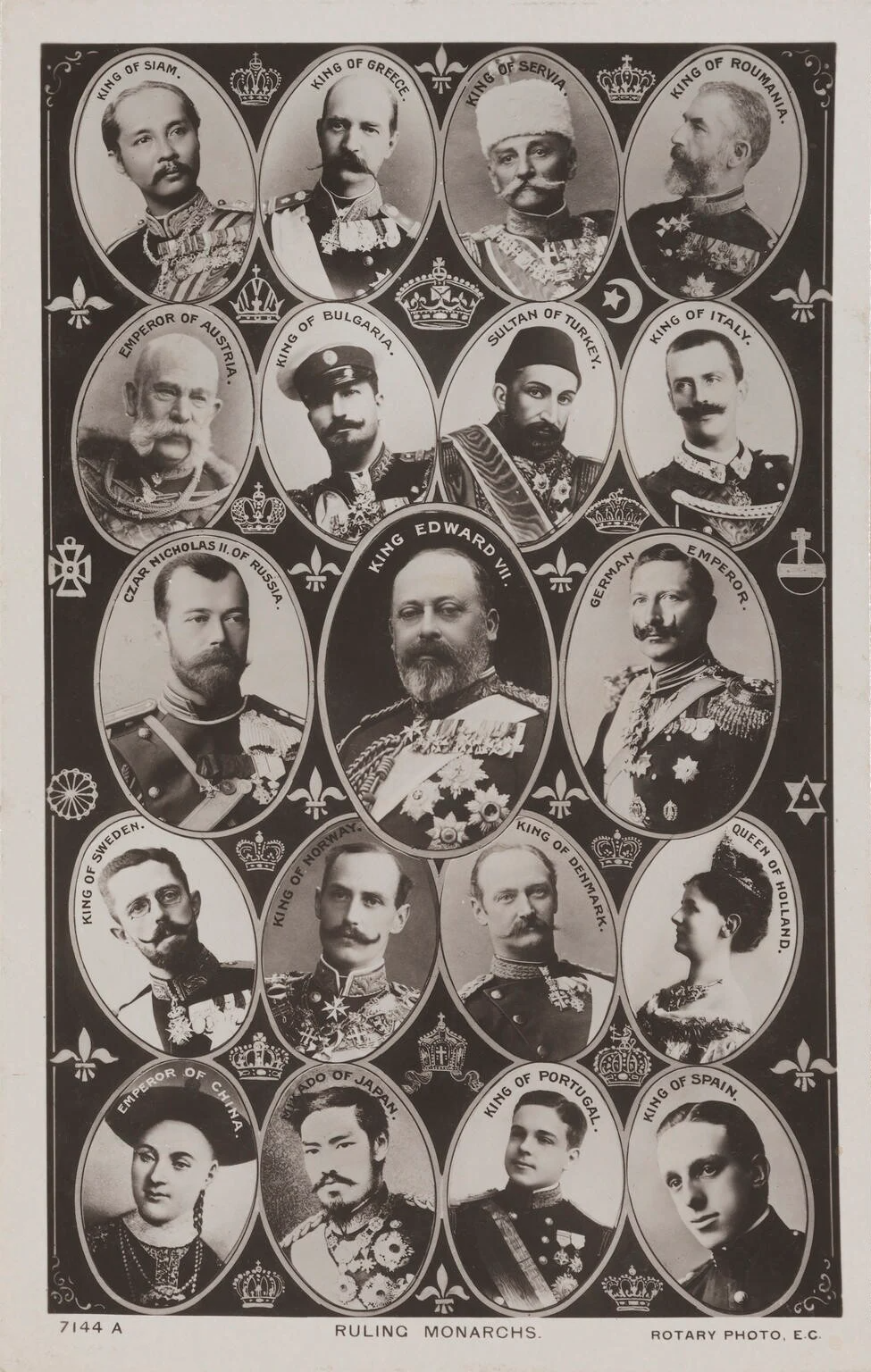
Монархи при владі
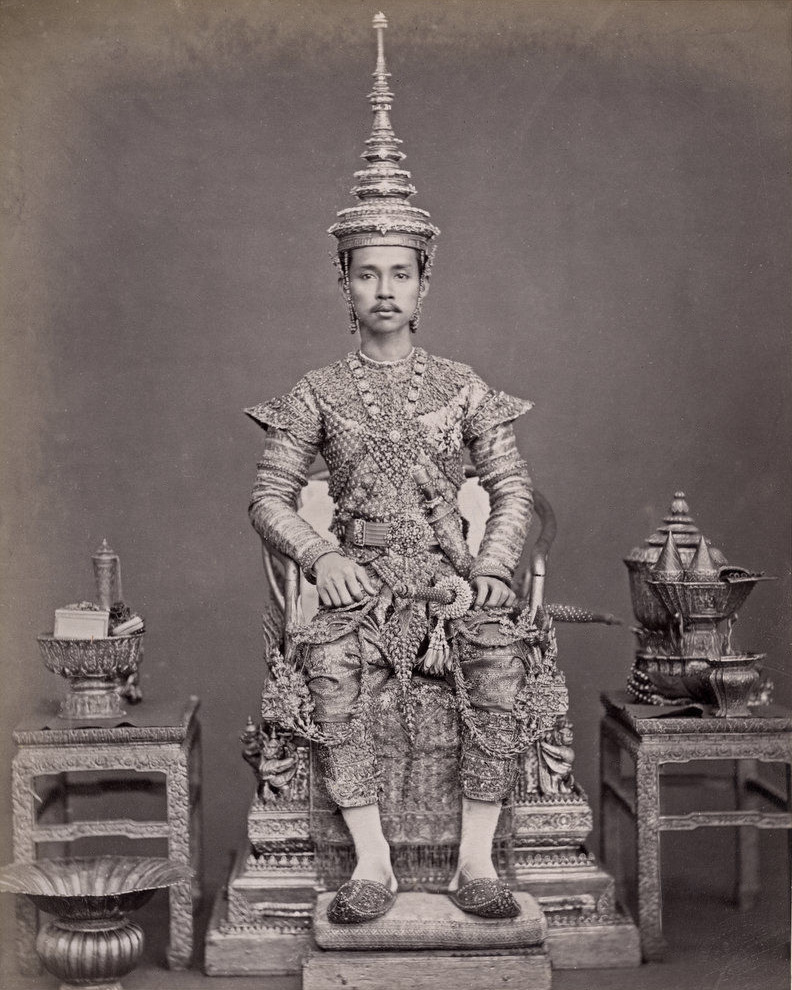
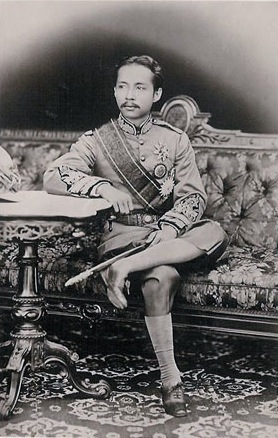
Герб Сіаму з 1878 по 1910.
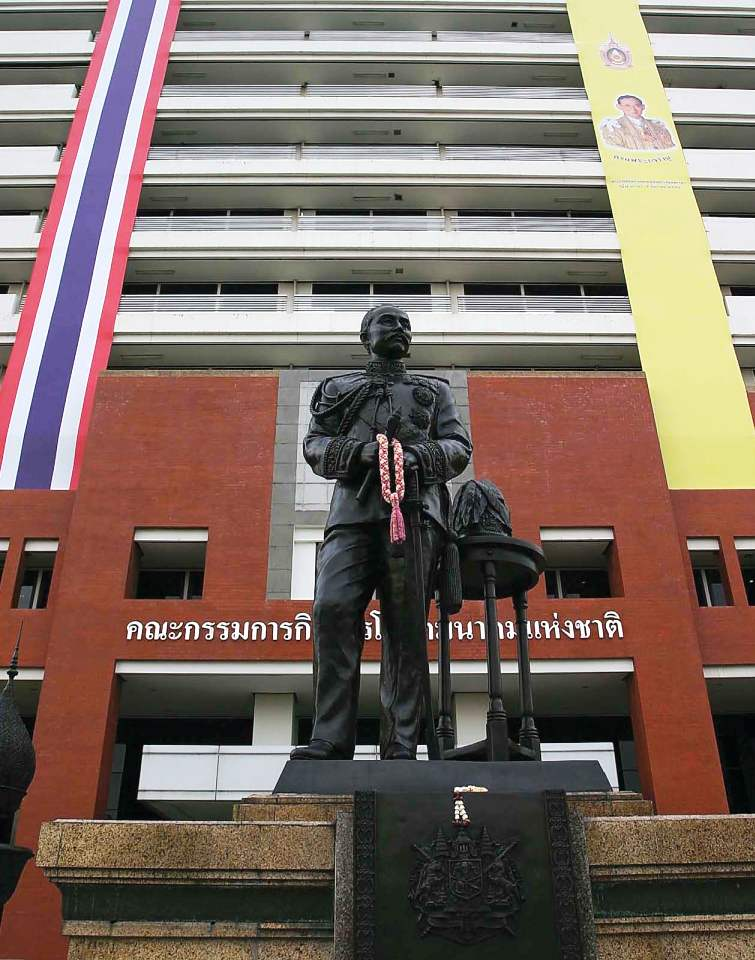
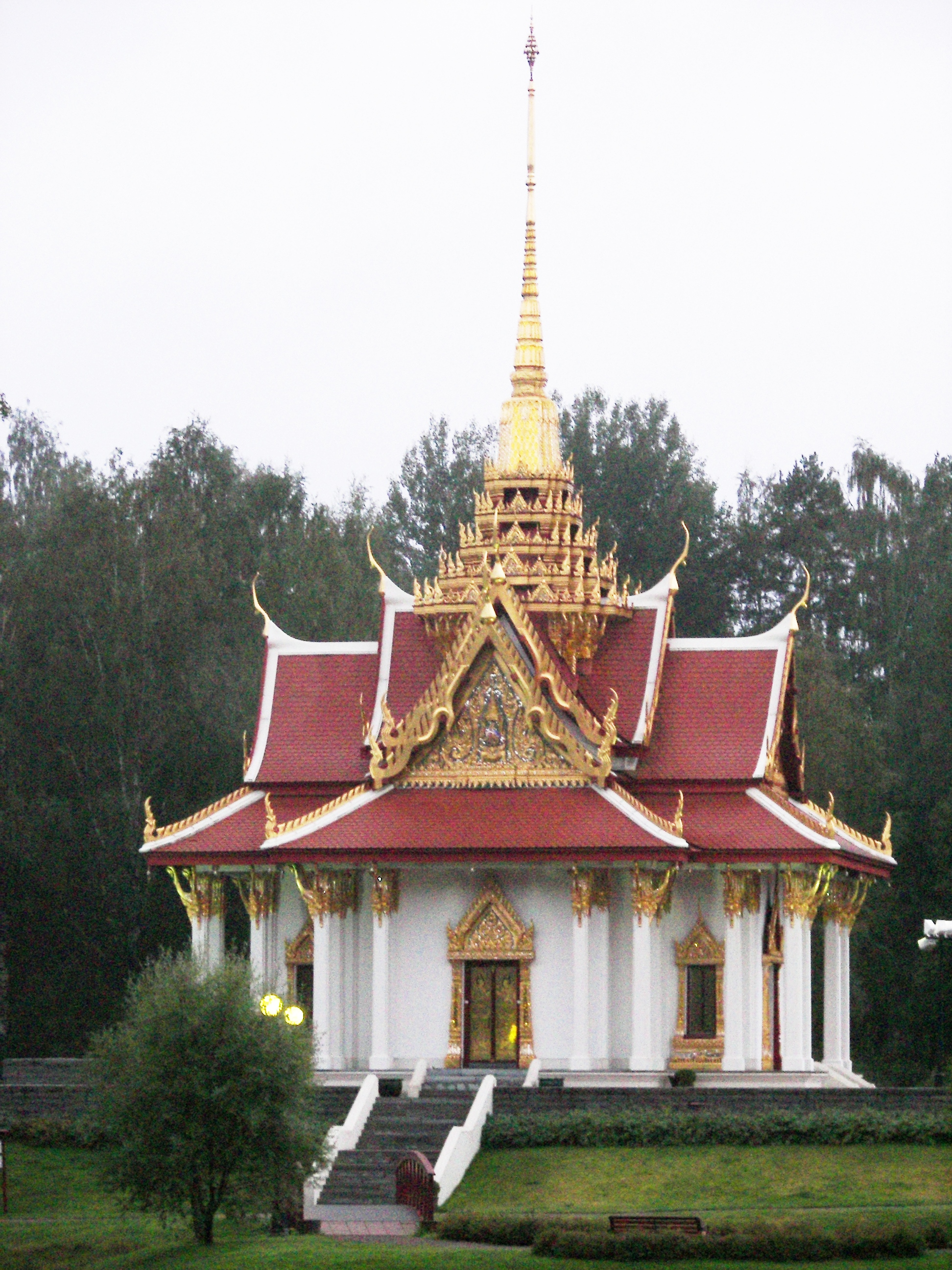
Пам'ятний будинок короля у Біспгардені, Швеція